# Zvănarka, Kărdjali
Zvănarka (în bulgară Звънарка) este un sat în comuna Krumovgrad, regiunea Kărdjali,  Bulgaria. 

## Demografie
Componența etnică a satului Zvănarka
     Turci (82,68%)
     Nicio identificare (17,31%)
     Altele (0%)
La recensământul din 2011, populația satului Zvănarka era de 589 locuitori. Din punct de vedere etnic, majoritatea locuitorilor (82,68%) erau turci. Pentru 17,31% din locuitori nu este cunoscută apartenența etnică.